# Silvio Vailati
Silvio Vailati (* 1909; † 26. Mai 1940 in Genua) war ein italienischer Motorradrennfahrer.

## Karriere
Silvio Vailati galt vor dem Zweiten Weltkrieg als einer der besten Motorradrennfahrer Italiens. Nachdem er kurze Zeit bei Sunbeam in Großbritannien gearbeitet hatte, begann er in der ersten Hälfte der 1930er-Jahre – zuerst bei Zuverlässigkeitsfahrten – seine Rennfahrerkarriere. So wurde er 1932 bei der 14. Internationalen Sechstagefahrt in Meran mit dem italienischen Team und seinen Mitstreitern Aldo Pigorini und Giordano Aldrighetti Zweiter in der Silbervase-Wertung.
Ab dem Jahr 1938 ging Vailati regelmäßig bei Straßenrennen an den Start und errang in Cremona seinen ersten Sieg. Beim knapp 1300 km langen Straßenrennen II. Milano-Taranto / VII. Coppa Mussolini von Mailand nach Tarent gewann er auf einer 500-cm³-Gilera im selben Jahr die seriennahe Klasse. Dank dieser Erfolge wurde Vailati ins Werksteam von Gilera berufen und fuhr auf einem der neuen Vierzylinder beim 5. Großen Preis von Italien, dem letzten Lauf der Motorrad-Europameisterschaft 1938, auf der schnellen Bahn von Monza auf den dritten Rang. Dabei musste er nur dem dominierenden Fahrer der Saison, dem Deutschen Schorsch Meier und dessen Teamkollegen Wiggerl Kraus, beide unterwegs auf den kompressorgeladenen BMW-Boxern, den Vortritt lassen.
In der Saison 1939 feierte Silvio Vailati einen ersten Sieg Bologna, danach konzentrierte er sich erfolgreich auf die großen Grand-Prix-Rennen zur EM-Saison 1939. Sowohl bei der XV. Dutch TT auf dem Circuit van Drenthe in Assen als auch beim IX. Großen Preis von Schweden in Saxtorp belegte Vailati hinter Meier bzw. seinem Teamkollegen Dorino Serafini Rang zwei, was ihm in der EM-Gesamtwertung hinter Serafini und Meier den dritten Rang einbrachte.
Zur Saison 1940 wechselte Silvio Vailati ins Werksteam von Moto Guzzi. Am 26. Mai 1940 kam er bei einem Rennunfall in Genua ums Leben. Der II. Circuito Motociclistico della Superba war das letzte ausgetragene Rennen vor dem Eintritt Italiens in den Zweiten Weltkrieg. In der 23. Runde berührte Vailati mit seiner 250er-Guzzi im Streckenabschnitt des Corso Italia den Bordstein, stürzte und wurde 20 Meter durch die Luft geschleudert. Er wurde in ein Krankenhaus verbracht, wo er wenig später verstarb.
Silvio Vailati war seit Jugendtagen ein sehr enger Freund von Alberto Ascari, der 1952 und 1953 Formel-1-Weltmeister werden sollte und 1955 selbst tödlich verunglückte. Ascari war nach dem Ende der Targa Florio 1940 extra von Sizilien nach Genua gereist, um Vailati beim Rennen zu besuchen.

## Verweise